# Badachikkanahalli, Tumkur
Badachikkanahalli là một làng thuộc tehsil Tumkur, huyện Tumkur, bang Karnataka, Ấn Độ.